# Jason Doyle
Jason Kevin Doyle (ur. 6 października 1985 w Newcastle) – australijski żużlowiec.

## Życiorys
Brązowy medalista młodzieżowych indywidualnych mistrzostw Australii (2006). Złoty (2015) oraz srebrny (2014) medalista indywidualnych mistrzostw Australii.
Zadebiutował w lidze angielskiej w marcu 2005, w barwach Isle of Wight Islanders, po dwóch latach przeniósł się do silniejszego klubu Poole Pirates, a w 2008 jeździł w Somerset Rebels. W Polsce reprezentował Kolejarz Rawicz. W 2009 podpisał dwuletni kontrakt ze Startem Gniezno. W 2011 reprezentował barwy klubu Polonia Piła, w 2013 – ponownie barwy Kolejarza Rawag Rawicz, natomiast w 2014 – Orła Łódź.
20 września 2014 roku wystartował w turnieju GP Challenge w Lonigo i zajął w nim drugie miejsce – dzięki temu został stałym uczestnikiem cyklu Grand Prix w 2015 roku. W polskiej lidze przeniósł się do Apatora Toruń. Sezon 2015 był momentem przełomowym w karierze Doyle’a. Z przeciętnego żużlowca stał się zawodnikiem ze ścisłej światowej czołówki. W debiutanckim sezonie w Grand Prix zajął wysokie 5. miejsce. Niewielu zawodników wchodzi do cyklu tak późno, bowiem Doyle miał wówczas rocznikowo 30 lat.
W następnym roku był na bardzo dobrej drodze do zdobycia pierwszego w karierze medalu. Na dwie rundy przed końcem cyklu zajmował pierwsze miejsce w klasyfikacji generalnej, mając 5 punktów przewagi nad drugim Gregiem Hancockiem, 16 nad trzecim Taiem Woffindenem i 23 nad czwartym Bartoszem Zmarzlikiem. W następnym turnieju, w wyniku upadku po uderzeniu przez Chrisa Harrisa w 3. biegu, doznał kontuzji, która wyeliminowała go ze startów do końca sezonu. Ostatecznie drugi raz w karierze zajął piąte miejsce w końcowej klasyfikacji cyklu.
Co nie udało się w 2016, przyszło rok później. Australijczyk zaliczył znakomity sezon w GP 2017 – aż dziesięć razy startował w finale i wygrał cały cykl. Zdobycie tytułu przypieczętował zwycięstwem turnieju w swojej ojczyźnie, a dokładniej w Melbourne.
W latach 2016–2017 w lidze polskiej reprezentował Falubaz Zielona Góra, na lata 2018–2019 powrócił do Apatora. Opuścił drużynę po spadku do I ligi. W 2019 z drużyną Swindon Robins zdobył Drużynowe Mistrzostwo Wielkiej Brytanii.
11 września 2020 podczas turnieju Grand Prix w Gorzowie był blisko pierwszego od niemal trzech lat zwycięstwa w rundzie GP, na ostatnich metrach przegrał jednak z Bartoszem Zmarzlikiem. W 2020 w polskiej lidze jeździł w barwach Włókniarza Częstochowa, a od 2021 reprezentował barwy Unii Leszno. 18 czerwca 2021 triumfował w Indywidualnych międzynarodowych mistrzostwach Ekstraligi. W tym samym sezonie wygrał ligę szwedzką z Dackarną Målilla. W sezonie 2022, poza startami dla leszczyńskiej drużyny, powrócił również do ścigania w lidze brytyjskiej – reprezentuje barwy Ipswich Witches. 28 maja 2022 zajmując 3. miejsce podczas GP Czech w Pradze pierwszy raz od sezonu 2020 stanął na podium rundy Grand Prix. Z reprezentacją Australii zdobył złoto Speedway of Nations 2022, jednak w turnieju finałowym nie wystąpił w żadnym biegu.
W sezonie 2023 reprezentował Wilki Krosno.
W sezonie 2025 stały uczestnik cyklu FIM Speedway Grand Prix i zawodnik klubu Włókniarz Częstochowa.

## Przynależność klubowa
Wielka Brytania
- Isle of Wight Islanders (2005–2006)
- Poole Pirates (2006–2007)
- Somerset Rebels (2008)
- Poole Pirates (2010–2011)
- Rye House Rockets (2011)
- Newport Wasps (2011)
- Swindon Robins (2012)
- Somerset Rebels (2012–2013)
- Birmingham Brummies (2013)
- Leicester Lions (2014–2015)
- Swindon Robins (2016–2017)
- Somerset Rebels (2018)
- Swindon Robins (2019)
- Ipswich Witches (2022–)

Polska
- RKS Kolejarz Rawicz (2008)
- TŻ Start Gniezno (2009–2010)
- KS Speedway – Polonia Piła (2011)
- ROW Rybnik (2012)
- RKS Kolejarz Rawicz (2013)
- KŻ Orzeł Łódź (2014)
- KS Toruń (2015)
- ZKŻ Zielona Góra (2016–2017)
- KS Toruń (2018–2019)
- Włókniarz Częstochowa (2020)
- Unia Leszno (2021–2022)
- Wilki Krosno (2023)
- GKM Grudziądz (2024)
- Włókniarz Częstochowa (2025-)

Szwecja
- Vargarna Norkkoping (2014)
- Dackarna Målilla (2015)
- Rospiggarna Hallstavik (2016–2019)
- Västervik Speedway (2020)
- Dackarna Målilla (2021)

## Starty w Grand Prix (Indywidualnych mistrzostwach świata na żużlu)
Stan po sezonie 2024

### Zwycięstwa w poszczególnych zawodach Grand Prix
| Nr | Dzień           | Rok  | Nazwa                 | Miejscowość         | Tor                           | Długość toru |
| -- | --------------- | ---- | --------------------- | ------------------- | ----------------------------- | ------------ |
| 1. | 25 czerwca      | 2016 | Grand Prix Czech      | Praga               | Stadion Markéta               | 353m         |
| 2. | 27 sierpnia     | 2016 | Grand Prix Polski     | Gorzów Wielkopolski | Stadion im. Edwarda Jancarza  | 329m         |
| 3. | 10 września     | 2016 | Grand Prix Niemiec    | Teterow             | Bergring Arena                | 314m         |
| 4. | 24 września     | 2016 | Grand Prix Sztokholmu | Solna               | Friends Arena (sztuczny tor)  | 272m         |
| 5. | 10 czerwca      | 2017 | Grand Prix Czech      | Praga               | Stadion Markéta               | 353m         |
| 6. | 28 października | 2017 | Grand Prix Australii  | Melbourne           | Etihad Stadium (sztuczny tor) | 346m         |
| 7. | 11 maja         | 2024 | Grand Prix Polski     | Warszawa            | PGE Narodowy                  | 272m         |

### Miejsca na podium
| Nr  | Dzień           | Rok  | Nazwa                        | Miejscowość         | Tor                               | Miejsce | Punkty | Biegi           | Zwycięzca        |
| --- | --------------- | ---- | ---------------------------- | ------------------- | --------------------------------- | ------- | ------ | --------------- | ---------------- |
| 1.  | 3 października  | 2015 | Grand Prix Polski            | Toruń               | Motoarena                         | 2.      | 18     | (3,3,2,2,3,3,2) | Nicki Pedersen   |
| 2.  | 30 kwietnia     | 2016 | Grand Prix Słowenii          | Krško               | Stadion Matije Gubca              | 2.      | 13     | (1,0,3,3,2,2,2) | Peter Kildemand  |
| 3.  | 25 czerwca      | 2016 | Grand Prix Czech             | Praga               | Stadion Markéta                   | 1.      | 17     | (1,3,3,2,2,3,3) | –                |
| 4.  | 14 sierpnia     | 2016 | Grand Prix Szwecji           | Målilla             | G&B Stadium                       | 2.      | 17     | (2,3,3,3,1,3,2) | Greg Hancock     |
| 5.  | 27 sierpnia     | 2016 | Grand Prix Polski            | Gorzów Wielkopolski | Stadion im. Edwarda Jancarza      | 1.      | 16     | (3,2,3,1,2,2,3) | –                |
| 6.  | 10 września     | 2016 | Grand Prix Niemiec           | Teterow             | Bergring Arena                    | 1.      | 17     | (3,3,3,3,0,2,3) | –                |
| 7.  | 24 września     | 2016 | Grand Prix Sztokholmu        | Solna               | Friends Arena (sztuczny tor)      | 1.      | 19     | (2,3,2,3,3,3,3) | –                |
| 8.  | 13 maja         | 2017 | Grand Prix Polski            | Warszawa            | Stadion Narodowy (sztuczny tor)   | 3.      | 15     | (3,3,2,2,1,3,1) | Fredrik Lindgren |
| 9.  | 10 czerwca      | 2017 | Grand Prix Czech             | Praga               | Stadion Markéta                   | 1.      | 13     | (t,1,2,3,2,2,3) | –                |
| 10. | 22 lipca        | 2017 | Grand Prix Wielkiej Brytanii | Cardiff             | Millennium Stadium (sztuczny tor) | 2.      | 13     | (1,w,2,3,3,2,2) | Maciej Janowski  |
| 11. | 26 sierpnia     | 2017 | Grand Prix Polski            | Gorzów Wielkopolski | Stadion im. Edwarda Jancarza      | 3.      | 14     | (1,3,2,3,1,3,1) | Tai Woffinden    |
| 12. | 9 września      | 2017 | Grand Prix Niemiec           | Teterow             | Bergring Arena                    | 3.      | 17     | (3,3,2,3,3,2,1) | Matej Žagar      |
| 13. | 23 września     | 2017 | Grand Prix Sztokholmu        | Solna               | Friends Arena (sztuczny tor)      | 3.      | 18     | (3,3,2,3,3,3,1) | Matej Žagar      |
| 14. | 28 października | 2017 | Grand Prix Australii         | Melbourne           | Etihad Stadium (sztuczny tor)     | 1.      | 19     | (3,3,3,2,3,2,3) | –                |
| 15. | 8 września      | 2018 | Grand Prix Słowenii          | Krško               | Stadion Matije Gubca              | 2.      | 17     | (2,3,2,3,3,2,2) | Patryk Dudek     |
| 16. | 22 września     | 2018 | Grand Prix Niemiec           | Teterow             | Bergring Arena                    | 2.      | 16     | (3,3,0,2,3,3,2) | Tai Woffinden    |
| 17. | 11 września     | 2020 | Grand Prix Polski            | Gorzów Wielkopolski | Stadion im. Edwarda Jancarza      | 2.      | 18     | (0,2,1,3,2,2,2) | Bartosz Zmarzlik |
| 18. | 12 września     | 2020 | Grand Prix Polski            | Gorzów Wielkopolski | Stadion im. Edwarda Jancarza      | 3.      | 16     | (2,3,2,3,2,3,1) | Fredrik Lindgren |
| 19. | 19 września     | 2020 | Grand Prix Czech             | Praga               | Stadion Markéta                   | 3.      | 16     | (1,2,0,3,3,2,1) | Bartosz Zmarzlik |
| 20. | 28 maja         | 2022 | Grand Prix Czech             | Praga               | Stadion Markéta                   | 3.      | 16     | (3,1,0,3,1,2,1) | Martin Vaculík   |
| 21. | 10 czerwca      | 2023 | Grand Prix Niemiec           | Teterow             | Bergring Arena                    | 2.      | 13     | (3,1,1,1,3,2,2) | Bartosz Zmarzlik |
| 22. | 27 kwietnia     | 2024 | Grand Prix Chorwacji         | Gorican             | Stadion Millenium                 | 2.      | 12     | (2,w,2,2,2,2,2) | Jack Holder      |
| 23. | 11 maja         | 2024 | Grand Prix Polski            | Warszawa            | PGE Narodowy                      | 1.      | 20     | (3,3,2,3,3,3,3) | –                |

### Punkty w poszczególnych zawodachGrand Prix
| Sezon 2015             |                        |                                 |                                 |                                 |                                |                                 |                                 |                                |                       |                          |                          |                   |         |         |         |         |         |         |         |         |         |        |        |        |        |        |        |        |        |        |        |        |        |        |        |
| GP Polski – Warszawa   | GP Finlandii – Tampere | GP Czech – Praga                | GP Wielkiej Brytanii – Cardiff  | GP Łotwy – Dyneburg             | GP Szwecji – Målilla           | GP Danii – Horsens              | GP Polski – Gorzów Wielkopolski | GP Słowenii – Krško            | GP Sztokholmu – Solna | GP Polski – Toruń        | GP Australii – Melbourne | miejsce           | miejsce | miejsce | miejsce | miejsce | miejsce | miejsce | miejsce | miejsce | miejsce | punkty | punkty | punkty | punkty | punkty | punkty | punkty | punkty | punkty | punkty |        |        |        |        |
| 4                      | 11                     | 7                               | 7                               | 8                               | 11                             | 12                              | 6                               | 11                             | 8                     | 18                       | 11                       | 5                 | 5       | 5       | 5       | 5       | 5       | 5       | 5       | 5       | 5       | 114    | 114    | 114    | 114    | 114    | 114    | 114    | 114    | 114    | 114    |        |        |        |        |
| Sezon 2016             |                        |                                 |                                 |                                 |                                |                                 |                                 |                                |                       |                          |                          |                   |         |         |         |         |         |         |         |         |         |        |        |        |        |        |        |        |        |        |        |        |        |        |        |
| GP Słowenii – Krško    | GP Polski – Warszawa   | GP Danii – Horsens              | GP Czech – Praga                | GP Wielkiej Brytanii – Cardiff  | GP Szwecji – Målilla           | GP Polski – Gorzów Wielkopolski | GP Niemiec – Teterow            | GP Sztokholmu – Solna          | GP Polski – Toruń     | GP Australii – Melbourne | miejsce                  | miejsce           | miejsce | miejsce | miejsce | miejsce | miejsce | miejsce | miejsce | miejsce | miejsce | punkty | punkty | punkty | punkty | punkty | punkty | punkty | punkty | punkty | punkty | punkty |        |        |        |
| 13                     | 5                      | 7                               | 17                              | 12                              | 17                             | 16                              | 17                              | 19                             | –                     | –                        | 5                        | 5                 | 5       | 5       | 5       | 5       | 5       | 5       | 5       | 5       | 5       | 123    | 123    | 123    | 123    | 123    | 123    | 123    | 123    | 123    | 123    | 123    |        |        |        |
| Sezon 2017             |                        |                                 |                                 |                                 |                                |                                 |                                 |                                |                       |                          |                          |                   |         |         |         |         |         |         |         |         |         |        |        |        |        |        |        |        |        |        |        |        |        |        |        |
| GP Słowenii – Krško    | GP Polski – Warszawa   | GP Łotwy – Dyneburg             | GP Czech – Praga                | GP Danii – Horsens              | GP Wielkiej Brytanii – Cardiff | GP Szwecji – Målilla            | GP Polski – Gorzów Wielkopolski | GP Niemiec – Teterow           | GP Sztokholmu – Solna | GP Polski – Toruń        | GP Australii – Melbourne | miejsce           | miejsce | miejsce | miejsce | miejsce | miejsce | miejsce | miejsce | miejsce | miejsce | punkty | punkty | punkty | punkty | punkty | punkty | punkty | punkty | punkty | punkty |        |        |        |        |
| 12                     | 15                     | 10                              | 13                              | 15                              | 13                             | 5                               | 14                              | 17                             | 18                    | 10                       | 19                       |                   |         |         |         |         |         |         |         |         |         | 161    | 161    | 161    | 161    | 161    | 161    | 161    | 161    | 161    | 161    |        |        |        |        |
| Sezon 2018             |                        |                                 |                                 |                                 |                                |                                 |                                 |                                |                       |                          |                          |                   |         |         |         |         |         |         |         |         |         |        |        |        |        |        |        |        |        |        |        |        |        |        |        |
| GP Polski – Warszawa   | GP Czech – Praga       | GP Danii – Horsens              | GP Szwecji – Hallstavik         | GP Wielkiej Brytanii – Cardiff  | GP Skandynawii – Målilla       | GP Polski – Gorzów Wielkopolski | GP Słowenii – Krško             | GP Niemiec – Teterow           | GP Polski – Toruń     | miejsce                  | miejsce                  | miejsce           | miejsce | miejsce | miejsce | miejsce | miejsce | miejsce | miejsce | miejsce | miejsce | punkty | punkty | punkty | punkty | punkty | punkty | punkty | punkty | punkty | punkty | punkty | punkty |        |        |
| 5                      | 9                      | 12                              | 9                               | 5                               | 4                              | 9                               | 17                              | 16                             | 7                     | 7                        | 7                        | 7                 | 7       | 7       | 7       | 7       | 7       | 7       | 7       | 7       | 7       | 93     | 93     | 93     | 93     | 93     | 93     | 93     | 93     | 93     | 93     | 93     | 93     |        |        |
| Sezon 2019             |                        |                                 |                                 |                                 |                                |                                 |                                 |                                |                       |                          |                          |                   |         |         |         |         |         |         |         |         |         |        |        |        |        |        |        |        |        |        |        |        |        |        |        |
| GP Polski – Warszawa   | GP Słowenii – Krško    | GP Czech – Praga                | GP Szwecji – Hallstavik         | GP Polski – Wrocław             | GP Skandynawii – Målilla       | GP Niemiec – Teterow            | GP Danii – Vojens               | GP Wielkiej Brytanii – Cardiff | GP Polski – Toruń     | miejsce                  | miejsce                  | miejsce           | miejsce | miejsce | miejsce | miejsce | miejsce | miejsce | miejsce | miejsce | miejsce | punkty | punkty | punkty | punkty | punkty | punkty | punkty | punkty | punkty | punkty | punkty | punkty |        |        |
| 5                      | 6                      | 12                              | 7                               | 5                               | 7                              | 6                               | 12                              | 13                             | 11                    | 7                        | 7                        | 7                 | 7       | 7       | 7       | 7       | 7       | 7       | 7       | 7       | 7       | 84     | 84     | 84     | 84     | 84     | 84     | 84     | 84     | 84     | 84     | 84     | 84     |        |        |
| Sezon 2020             |                        |                                 |                                 |                                 |                                |                                 |                                 |                                |                       |                          |                          |                   |         |         |         |         |         |         |         |         |         |        |        |        |        |        |        |        |        |        |        |        |        |        |        |
| GP Polski – Wrocław    | GP Polski – Wrocław    | GP Polski – Gorzów Wielkopolski | GP Polski – Gorzów Wielkopolski | GP Czech – Praga                | GP Czech – Praga               | GP Polski – Toruń               | GP Polski – Toruń               | miejsce                        | miejsce               | miejsce                  | miejsce                  | miejsce           | miejsce | miejsce | miejsce | miejsce | miejsce | miejsce | miejsce | miejsce | miejsce | punkty | punkty | punkty | punkty | punkty | punkty | punkty | punkty | punkty | punkty | punkty | punkty | punkty | punkty |
| 6                      | 2                      | 18                              | 16                              | 11                              | 16                             | 7                               | 11                              | 6                              | 6                     | 6                        | 6                        | 6                 | 6       | 6       | 6       | 6       | 6       | 6       | 6       | 6       | 6       | 87     | 87     | 87     | 87     | 87     | 87     | 87     | 87     | 87     | 87     | 87     | 87     | 87     | 87     |
| Sezon 2021             |                        |                                 |                                 |                                 |                                |                                 |                                 |                                |                       |                          |                          |                   |         |         |         |         |         |         |         |         |         |        |        |        |        |        |        |        |        |        |        |        |        |        |        |
| GP Czech – Praga       | GP Czech – Praga       | GP Polski – Wrocław             | GP Polski – Wrocław             | GP Polski – Lublin              | GP Polski – Lublin             | GP Szwecji – Målilla            | GP Rosji – Togliatti            | GP Danii – Vojens              | GP Polski – Toruń     | GP Polski – Toruń        | miejsce                  | miejsce           | miejsce | miejsce | miejsce | miejsce | miejsce | miejsce | miejsce | miejsce | miejsce | punkty | punkty | punkty | punkty | punkty | punkty | punkty | punkty | punkty | punkty | punkty |        |        |        |
| 5                      | 11                     | 5                               | 7                               | 12                              | 7                              | 14                              | 7                               | 6                              | 4                     | 9                        | 9                        | 9                 | 9       | 9       | 9       | 9       | 9       | 9       | 9       | 9       | 9       | 87     | 87     | 87     | 87     | 87     | 87     | 87     | 87     | 87     | 87     | 87     |        |        |        |
| Sezon 2022             |                        |                                 |                                 |                                 |                                |                                 |                                 |                                |                       |                          |                          |                   |         |         |         |         |         |         |         |         |         |        |        |        |        |        |        |        |        |        |        |        |        |        |        |
| GP Chorwacji – Goričan | GP Polski – Warszawa   | GP Czech – Praga                | GP Niemiec – Teterow            | GP Polski – Gorzów Wielkopolski | GP Wielkiej Brytanii – Cardiff | GP Polski – Wrocław             | GP Danii – Vojens               | GP Szwecji – Målilla           | GP Polski – Toruń     | miejsce                  | miejsce                  | miejsce           | miejsce | miejsce | miejsce | miejsce | miejsce | miejsce | miejsce | miejsce | punkty  | punkty | punkty | punkty | punkty | punkty | punkty | punkty | punkty | punkty | punkty |        |        |        |        |
| 9                      | 6                      | 16                              | 4                               | 9                               | 9                              | 4                               | 11                              | 8                              | 7                     | 10                       | 10                       | 10                | 10      | 10      | 10      | 10      | 10      | 10      | 10      | 10      | 83      | 83     | 83     | 83     | 83     | 83     | 83     | 83     | 83     | 83     | 83     |        |        |        |        |
| Sezon 2023             |                        |                                 |                                 |                                 |                                |                                 |                                 |                                |                       |                          |                          |                   |         |         |         |         |         |         |         |         |         |        |        |        |        |        |        |        |        |        |        |        |        |        |        |
| GP Chorwacji – Goričan | GP Polski – Warszawa   | GP Czech – Praga                | GP Niemiec – Teterow            | GP Polski – Gorzów Wielkopolski | GP Szwecji – Målilla           | GP Łotwy – Ryga                 | GP Wielkiej Brytanii – Cardiff  | GP Danii – Vojens              | GP Polski – Toruń     | miejsce                  | miejsce                  | miejsce           | miejsce | miejsce | miejsce | miejsce | miejsce | miejsce | miejsce | punkty  | punkty  | punkty | punkty | punkty | punkty | punkty | punkty | punkty | punkty |        |        |        |        |        |        |
| 14                     | 14                     | 8                               | 18                              | 14                              | 1                              | 12                              | 6                               | 1                              | 8                     | 8                        | 8                        | 8                 | 8       | 8       | 8       | 8       | 8       | 8       | 8       | 8       | 8       | 96     | 96     | 96     | 96     | 96     | 96     | 96     | 96     | 96     | 96     | 96     | 96     |        |        |
| Sezon 2024             |                        |                                 |                                 |                                 |                                |                                 |                                 |                                |                       |                          |                          |                   |         |         |         |         |         |         |         |         |         |        |        |        |        |        |        |        |        |        |        |        |        |        |        |
| GP Chorwacji – Goričan | Sprint – Warszawa      | GP Polski – Warszawa            | GP Niemiec – Landshut           | GP Czech – Praga                | GP Szwecji – Målilla           | GP Polski – Gorzów Wielkopolski | Sprint – Cardiff                | GP Wielkiej Brytanii – Cardiff | GP Polski – Wrocław   | GP Łotwy – Ryga          | GP Danii – Vojens        | GP Polski – Toruń | miejsce | miejsce | miejsce | miejsce | miejsce | miejsce | miejsce | miejsce | punkty  | punkty | punkty | punkty | punkty | punkty | punkty | punkty |        |        |        |        |        |        |        |
| 18                     | –                      | 20                              | 9                               | –                               | –                              | –                               | –                               | –                              | –                     | –                        | –                        | –                 | 16      | 16      | 16      | 16      | 16      | 16      | 16      | 16      | 47      | 47     | 47     | 47     | 47     | 47     | 47     | 47     |        |        |        |        |        |        |        |

| Statystyki        | Statystyki |
| ----------------- | ---------- |
| Starty            | 95         |
| Zwycięstwa        | 7          |
| Miejsca na podium | 23         |
| Finalista         | 34         |
| Punkty            | 975        |